# Косвож (приток Мудзью)
Косвож — река в России, течёт по территории Удорского района Республики Коми. Правый приток реки Мудзью.
Длина реки составляет 18 км.

## Данные водного реестра
По данным государственного водного реестра России относится к Двинско-Печорскому бассейновому округу, водохозяйственный участок реки — Мезень от истока до водомерного поста у деревни Малонисогорская. Речной бассейн реки — Мезень.
Код объекта в государственном водном реестре — 03030000112103000044336.